# A lány, akinek mindene megvolt
A lány, akinek mindene megvolt (For the Girl Who Has Everything) a Supergirl című televíziós sorozat első évadának tizenharmadik epizódja, amit az Egyesült Államokban 2016. február 8-án sugároztak a TV-ben.

## Cselekmény
Egy parazita lény rátapad Kara testére, ezáltal foglyul ejti egy olyan idealizált világban, amelyben a Krypton sosem pusztul el,  együtt lehet szüleivel, szeretteivel. Ha nem szabadul ki az álomból, meghal. Alex siet a segítségére. Kara  távollétében Hank kénytelen helyettesíteni Karát, mint Cat asszisztense, ami nem várt bonyodalmokhoz vezet…

## Vendégszereplők
| Színész               | Szerep               |
| --------------------- | -------------------- |
| Peter Facinelli       | Maxwell Lord         |
| Laura Benanti         | Alura Zor-El / Astra |
| Chris Vance           | Non                  |
| Robert Gant           | Zor-El               |
| Daniel DiMaggio       | Kal-El               |
| Briana Venskus        | Vasquez ügynök       |
| Sarah Robson          | DEO Doktor           |
| Christopher Showerman | Tor                  |